# Станатовичи
Станатовичи (серб. Станатовићи / Stanatovići) — село в общине Братунац Республики Сербской Боснии и Герцеговины. Население составляет 56 человек по переписи 2013 года.

## География
Занимаемая площадь — 646 гектаров.